# Destiny Deacon
Destiny Deacon (* 1957 in Maryborough, Queensland; † 23. Mai 2024 in Melbourne) war eine australische Fotografin, Installations-,  Video- und Performancekünstlerin. Zusätzlich nutzte sie Laserdrucke und Rundfunk. Des Weiteren arbeitete sie als Autorin.

## Leben und Werk
Destiny Deacon studierte bis zum Bachelor Politik an der Universität Melbourne und legte anschließend den Abschluss als Lehrer an der La Trobe University ab. Sie arbeitete anfangs als Geschichtslehrerin und später als Dozentin an der Universität in Melbourne. Ab 1990 stellte sie regelmäßig aus.
Destiny Deacon wuchs in der Stadt Maryborough auf. Ihre Ahnen lassen sich 150 Jahre zurückverfolgen. Ihre Mutter ist eine Nachfahrin der Kuku aus Far North Queensland und der Torres-Strait-Insulaner. Ihr Vater stammt aus Sydney.

„Deacon gehört zur Generation der urban aboriginal-Künstler, die ihre Arbeit als Blak Art bezeichnen und die sich in den neunziger Jahren gegen das in der nationalen Vorstellung verbreitete Klischee wandten, einheimische australische Kunst sei zwangsläufig eine Darstellung kultureller Wahrheit. Blak Art hingegen macht sich koloniale Stereotypen von Indigenität zu Eigen und spielt sie als Pastiches zurück: Alltagskitsch aus den fünfziger Jahren und Gartenzwerge, verziert mit „folkloristischem Design“, werden zu höhnischen Readymades – es sind ironische Markensteine der interkulturellen Distanz, die diese Künstler haben.“

Bilder und Fotos wie Last Laugh (1995) Some Day I´ll fly away (1999), Postcards from Mummy (1999) Adoption (1993/2000) und Where’s Mickey? (2002), sowie das Video Forced into Images (2001) sind Beispiele für bekannte Arbeiten von Deacon.

„I like to think there is a laugh and a tear in every picture“

Deacons Arbeiten wurden auf internationalen Ausstellungen für zeitgenössische Kunst gezeigt, unter anderem auf der Documenta11, der Yokohama Triennale, der ersten Johannesburg Biennale (1995), der Havanna Biennale, der Biennale of Sydney, der Brisbane’s Asia-Pacific Triennale und der TarraWarra Bienniale.